# Be Free
Be Free (с англ. — «Будь свободным», первоначальное название — «бел. Права быць свабодным» (с бел. — «Право быть свободным») — белорусский рок-фестиваль, который с 2007 года проводился на Украине. 
Участие в фестивале также принимали группы из Польши, Украины и Франции.

## Права быць свабодным 2007
Время проведения — 22 сентября 2007 года.
Место проведения — Луцк.
Ведущий — Виталий Малиновский.

### Группы
- Крама (Беларусь)
- Neuro Dubel (Беларусь)
- Tav.Mauzer[бел.] (Беларусь)
- Indiga[бел.] (Беларусь)
- :B:N: (Беларусь)
- Znich (Беларусь)
- Sciana[бел.] (Беларусь)
- ULIS[бел.] (Беларусь)
- Тінь Сонця (Украина)[3][4][5]

## Be Free 2008
Время проведения — 9—10 августа 2008 года.
Место проведения — Львов.
Ведущий — Александр Помидоров.

### Группы
| Начало программы — выступления 3 молодых групп-победителей конкурса Европейского радио для Беларуси (Беларусь). - :B:N: (Беларусь) - Partyzone (Беларусь) - Incunabula (Украина) - Pomidor/OFF (Беларусь) - ROCKAWAY (Польша) - žygimont VAZA (Беларусь) - Vladivostok (Франция) - Znich (Беларусь) - Zet (Беларусь) - Гайдамаки (Украина) - Voo Voo (Польша) | - Группа Насти Некрасовой с Akana-NHS (Беларусь) - P.L.A.N. (Беларусь) - Yar (Беларусь) - Джамбібум (Беларусь) - Litvintroll (Беларусь) - Стары Ольса (Беларусь) - WZ-Orkiestra (Беларусь) - Показательное выступление рыцарских клубов (Украина) - Xy4 (Украина) - IQ48 (Беларусь) - METANOIA (Беларусь) - Крама (Беларусь) - ULIS (Беларусь) - Neuro Dubel (Беларусь) - Habakuk (Польша) - Тартак (Украина) |

## Be Free 2009
Время проведения — 22—23 августа 2009 года.
Место проведения — Чернигов.
Ведущий — Александр Помидоров.

### Группы
| - Небо для Себе (Чернигов, Украина) - Pipl Plant (Чернигов, Украина) - Re1ikt (Гомель, Беларусь) - :B:N: (Берёза, Беларусь) - Zatoczka (Могилёв, Беларусь) - Partyzone (Минск, Беларусь) - СкруDG (Чернигов, Украина) - Pomidor/OFF (Минск, Беларусь) - Znich (Минск, Беларусь) - Vladivostok (Франция) - Ляпис Трубецкой (Минск, Беларусь) | - Лена Иванова (Чернигов, Украина) - Glofira (Гомель, Беларусь) - Hair Peace Salon (Минск, Беларусь) - Tarpach (Минск, Беларусь) - Назад Шляху Немає (Киев, Украина) - Litvintroll (Минск, Беларусь) - Imprudence (Минск, Беларусь) - ZERO-85 (Белосток, Польша) - ULIS (Минск, Беларусь) - Воплі Відоплясова (Киев, Украина) |

## Be Free 2010
- Время проведения — 20—22 (21—23)[17] августа 2010 года.
- Место проведения — Чернигов[18].

Запланированный фестиваль отменили власти Чернигова.

## Оценки
Рок-княжна Кася Камоцкая как колумнист «БелаПАН» в 2008 году давала такую оценку фестивалю: «Туда приезжает устоявшийся набор фанов, устоявшийся набор музыкантов. Для украинской публики это не интересно».
На второй фестиваль организаторы пригласили «генералов отечественного рока» «Краму», «IQ48», «Нейро Дюбель» ввиду того, что организаторы «Басовища» выразили нежелание видеть их на своём мероприятии, что вкупе с безвизовым режимом для белорусов при путешествии в Украину выделило «Be Free» на фоне фестиваля-конкурента, писал Змитер Лукашук для Европейского радио для Беларуси.
Продюсер «Ляписа Трубецкого» Евгений Колмыков на пресс-конференции в Минске накануне «Be Free 2009» высказал мысль, что проведение подобного рода фестиваля невозможно в Беларуси, так как «атмосфера музыкального фестиваля предполагает раскованность, а здесь было бы огромное количество милиции, и эта милиция создает фон, который вообще не способствует расслаблению». Его мысли вторил Виталий Супранович, директор лейбла «БМАgroup», так как ответ властей на заявку независимого фестиваля обычно приходит всего за несколько дней до начала планируемого мероприятия и даже «в случае положительного ответа нужно договориться с музыкантами, сделать рекламу и взять ещё десять согласований, каждое из которых стоит определённые деньги», притом «всё равно нет гарантии, что через какое-то время после начала концерта не пропадёт электричество или не случится ещё что-то».
В то же время представитель кампании «Будзьма беларусамі!» Мария Садовская высказывала надежду на то, что фестиваль, несущий идею свободы, «через какое-то время, когда это слово будет восприниматься нашей властью по-другому», сможет быть организован и в Беларуси.

## Запреты
Выезд участников на первый фестиваль в сентябре 2007 года сопровождался их превентивными задержаниями на белорусской стороне.
Последний фестиваль 2010 года был сорван черниговскими властями, которые, согласно комментарию «Нашай Ніве» Виталия Супрановича, соорганизатора шоу, находились «в контакте с официальной белорусской стороной», которая настойчиво порекомендовала «не разрешать фестиваль». О политическом оттенке запретов передовало и радио «Свобода». Александр Куллинкович, фронтмен группы «Нейро Дюбель», в своей колонке на «БелаПАН» связал отмену фестиваля с приближением президентских выборов 2010 года.

## Признание
Концепция фестиваля была позитивно оценена Сергеем Михалком, Олегом Скрипкой и другими музыкантами.